# Christoph Ludwig II. zu Stolberg-Stolberg
Graf Christoph Ludwig II. zu Stolberg-Stolberg (* 14. Juli 1703 in Stolberg; † 20. August 1761 ebenda) war regierender Graf der zum Kurfürstentum Sachsen gehörigen Grafschaft Stolberg-Stolberg. Er war Stifter der Linie Stolberg-Stolberg.

## Leben
Christoph Ludwig entstammte der deutschen hochadligen Familie der Grafen zu Stolberg. Er war Sohn des regierenden Grafen Christoph Friedrich zu Stolberg-Stolberg (1672–1738) und dessen Ehefrau Henriette Katharina von Bibran und Modlau (1680–1748).
Er war von 1738 bis 1761 regierender Graf über die Grafschaft Stolberg-Stolberg. Graf Christoph Ludwig hat für seine Linie erreicht, dass ihnen 1755 ein Viertel des früheren stolbergischen Anteils an den rochefortischen Graf- und Herrschaften in einem Vergleich mit dem Fürstenhaus Löwenstein-Wertheim zugesprochen worden war.
Wegen der französischen Einquartierungen im Siebenjährigen Krieg wurde er in der Nacht vom 23. auf den 24. August in aller Stille beigesetzt.

## Familie
Stolberg heiratete am 4. März 1737 Luise Charlotte zu Stolberg–Roßla (1716–1796), Tochter des Jost Christian zu Stolberg-Roßla (1676–1739). Das Paar hatte dreizehn Kinder:
- Christoph Ludwig (1738–1739)
- Karl Ludwig (* 18. Februar 1742; † 2. August 1815) ⚭ 1768 Gräfin Charlotte von Flemming (* 17. September 1748; † 12. Mai 1818)
- Gottlob Friedrich (* 19. Juli 1743; † 8. Juni 1785)
- Christian Ludwig (* 25. August 1745; † 17. Mai 1787), Domherr in Naumburg
- Georg (* 14. Juli 1750; † 20. Februar 1830) ⚭ 1784 (Scheidung 1807) Gräfin Philippine von Bolza (* 2. November 1765; † 20. April 1846), Tochter von Joseph von Bolza
- Christine Henriette Luise (* 1. September 1738; † 9. Dezember 1776) ⚭ 1762 Graf Hans Heinrich V. von Hochberg-Fürstenstein (* 6. November 1741; † 22. Mai 1782)
- Friederike Eleonore Charlotte (1741–1742)
- Auguste Friederike (1744–1744)
- Luise Charlotte (* 16. November 1746; † 5. April 1811) ⚭ 1784 Graf Johann Ernst von Schönburg-Glauchau (* 4. März 1726; † 1. Juli 1806)
- Auguste Eleonore (* 10. Januar 1748; † 12. Dezember 1821) ⚭ 1768 Graf Christian Friedrich zu Stolberg-Wernigerode (* 8. Januar 1746; † 26. Mai 1824)
- Christiane Ernestine (* 15. März 1749; † 20. März 1823), (ab 1807 Äbtissin in Kloster Drübeck)
- Henriette Christiane (* 3. August 1753; † 21. Januar 1816) ⚭ 1782 Graf Gustav Ernst zu Erbach-Schönberg (* 27. April 1739; † 17. Februar 1812)
- Sophie Friederike (* 1. Juni 1755; † 4. November 1829)